# Latacunga
Latacunga (ursprünglicher Name: San Vicente Mártir de la Tacunga y sus corregidores) ist eine Stadt und ein Municipio im Andenhochland von Ecuador. Sie ist Hauptstadt der Provinz Cotopaxi und hatte beim Zensus 2010 63.842 Einwohner. Latacunga liegt 89 km südlich von Quito auf 2760 m Höhe an der Panamericana und ist Sitz des Bistums Latacunga. Einen Teil des Municipios bildet die Parroquia urbana La Matriz, auch als „Latacunga“ bezeichnet.

## Geographie
Latacunga befindet sich auf einer kargen, steinigen Ebene in den Anden in der Nähe der Einmündung des Río Alaqués in den Río Cutuchi (im Unterlauf Río Patate), dem Oberstrom des Río Pastaza. Das Klima ist gemäßigt kühl und windig, unter anderem, da der schneebedeckte Vulkan Cotopaxi lediglich 40 km entfernt liegt. Die Bevölkerung Latacungas besteht größtenteils aus Kichwa-Indianern der Panzaleos und Mestizen.

## Geschichte
Die Datierung der Entstehung Latacungas ist unsicher. Eine erste Gründung wird dem Inka Huayna Cápac zugeschrieben, einige ecuadorianische Historiker wie Juan de Velasco geben 1534, das Jahr der Conquista des heutigen Ecuador durch Sebastián de Belalcázar, als Neugründungsjahr an, andere nennen 1580 oder 1584 als offizielles Gründungsdatum. Tatsächlich wurden seit der Conquista in der Gegend Encomiendas und Webereien (obrajes) eingerichtet und die Franziskaner und seit 1579 die Augustiner intensivierten die Mission und Siedlungsbildung. 1599 wurde auf diesen bestehenden Strukturen ein Corregimiento (Vogtei) eingerichtet, das im Norden bis Quito und im Süden bis zum heutigen Riobamba reichte. Die Stadt wurde zwischen 1698 und 1798 mehrfach durch Erdbeben schwer beschädigt. Dennoch gehörte sie Ende des 18. Jahrhunderts mit ca. 20.000 Einwohnern zu den größten Orten der Real Audiencia de Quito. Die Stadt erlangte am 11. November 1820 ihre Unabhängigkeit, nachdem lokale Truppen die mit 60 Soldaten besetzte Kaserne der spanischen Truppen einnahmen. 1822 besuchte Simón Bolívar Latacunga, das zunächst zu Großkolumbien, seit 1830 zur Republik Ecuador gehörte. In Ecuador gehörte es zunächst zur Provinz Quito und wurde 1851 Hauptstadt der neuen Provinz León, die seit 1938 den Namen des Vulkans Cotopaxi trägt. Im Jahr 1877 wurde die Stadt von einer durch einen Ausbruch des Cotopaxi ausgelösten Schlammlawine überschwemmt, welche die Stadt vollkommen zerstörte. Die heutige Stadt wurde auf den Resten der verschütten Stadt errichtet.

## Wirtschaft und Infrastruktur
Die Wirtschaft Latacungas ist von Landwirtschaft und Blumenanbau geprägt. Daneben wird der die Umgebung bedeckende vulkanische Bimsstein abgebaut und örtliches Quellwasser als Mineralwasser abgefüllt. Die Stadt hat einen internationalen Flughafen, der allerdings normalerweise nur als Luftwaffenbasis und als Ausweichflughafen für den Flughafen Quito dient, z. B. wenn in Quito aufgrund von Vulkanausbrüchen keine Flugzeuge landen können. In Latacunga gibt es einen Bahnhof an der teilweise zerstörten und nicht mehr regelmäßig bedienten Bahnstrecke von Quito nach Guayaquil. Am 30. Dezember 2008 befuhr erstmals seit 16 Jahren ein Zug die renovierte Teilstrecke vom Bahnhof Latacunga zum Bahnhof Chimbacalle in Quito. Der regelmäßige Verkehr mit einem Touristenzug wurde 2010 wieder aufgenommen.
Die bekannteste Attraktion sind der Vulkan Cotopaxi und die Mama-Negra-Feiern. Bekannt ist auch das örtliche Gericht Chugchucara, das aus Schweinefleisch, Maismehl, Kochbananen, Empanadas und geröstetem Mais (tostadas) besteht.

## Religion
Unweit von Latacunga befindet sich das Kloster Santa María del Paraíso der Trappisten.

## Municipio
Das 264,9 km² große Municipio Latacunga ist in fünf Parroquias urbanas gegliedert. Beim Zensus 2010 lebten 98.355 Einwohner im Verwaltungsgebiet. Die Parroquias urbanas im Folgenden:

### Eloy Alfaro
Die Parroquia Eloy Alfaro (⊙) erstreckt sich über den Westen des Stadtgebietes. Der Río Cutuchi fließt entlang der östlichen Verwaltungsgrenze nach Süden.

### Ignacio Flores
Die Parroquia Ignacio Flores (⊙) liegt im Südosten von Latacunga. Die Flüsse Río Yanayacu, Río Cutuchí und Río Illuchi begrenzen das Areal im Nordwesten, im Westen sowie im Südwesten. Im Osten reicht das Verwaltungsgebiet bis zur Provinzgrenze.

### Juan Montalvo
Die Parroquia Juan Montalvo (⊙) liegt im Osten von Latacunga. Sie reicht im Westen bis zum Flughafen Cotopaxi (Aeropuerto Cotopaxi), im Osten bis zur Provinzgrenze.

### La Matriz
Die Parroquia La Matriz (⊙) bildet das Stadtzentrum von Latacunga.

### San Buenaventura
Die Parroquia San Buenaventura (⊙) liegt im Norden und im Nordosten von Latacunga. Im Westen des Verwaltungsgebietes befindet sich der Flughafen Cotopaxi.